# Cremlino di Rostov

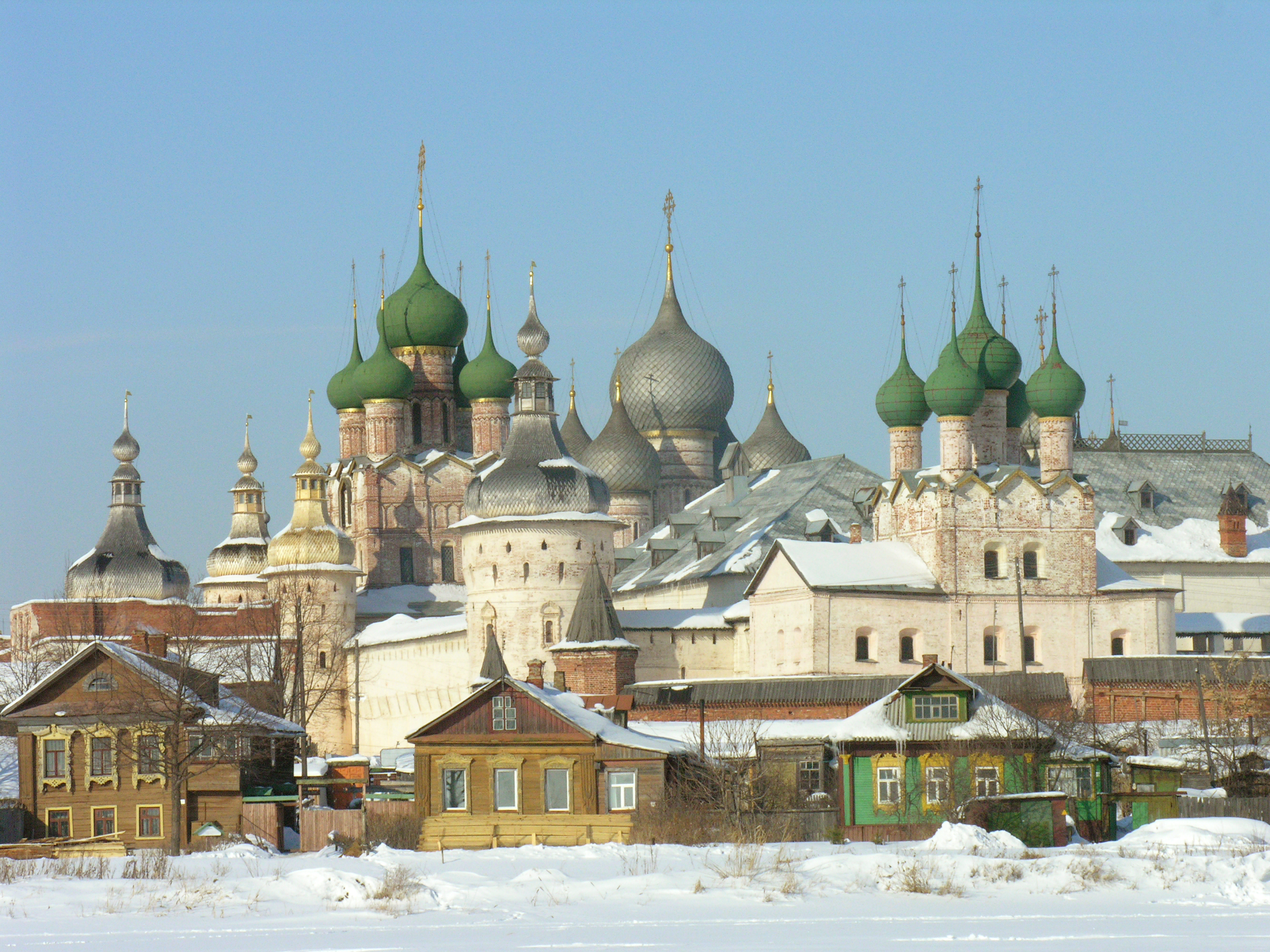

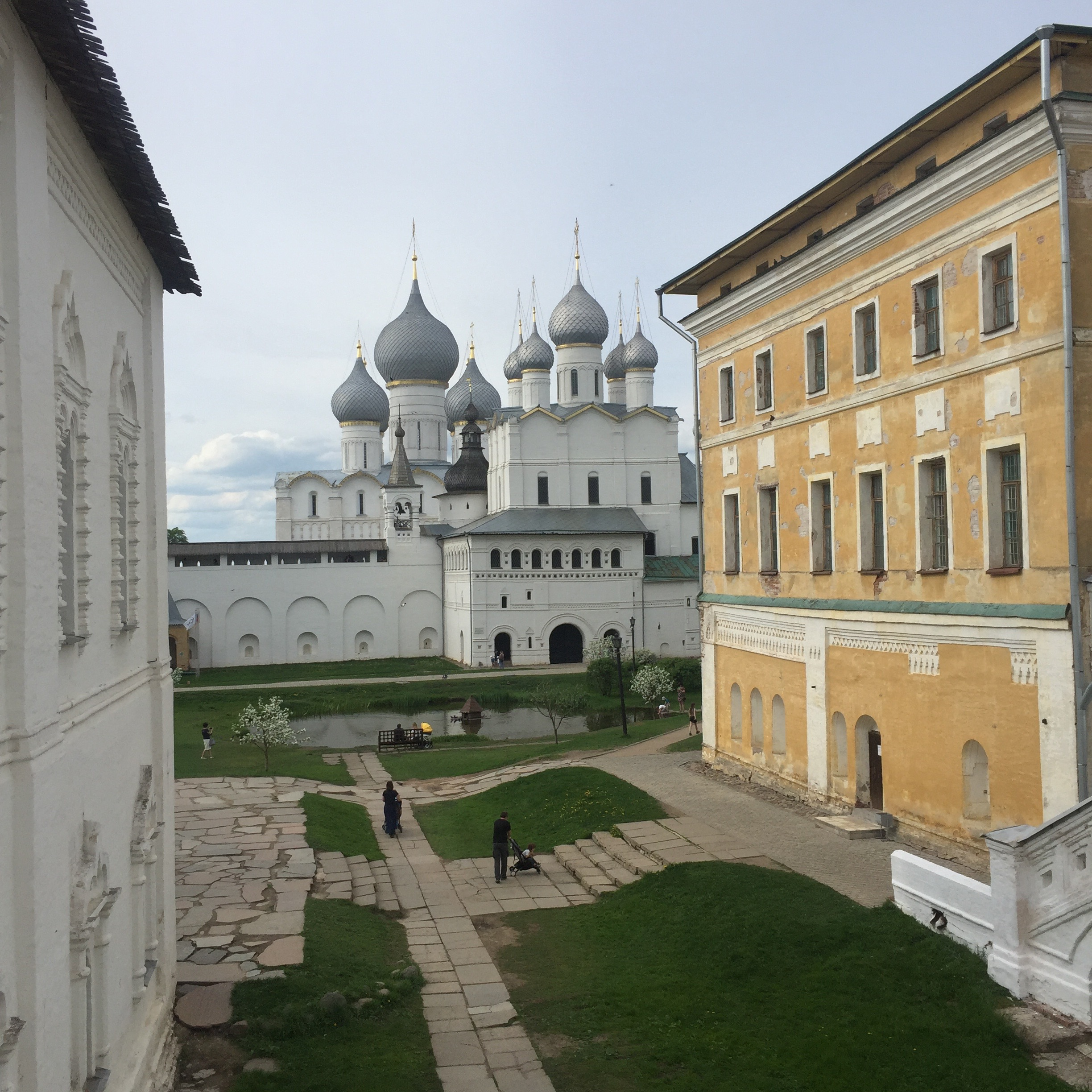
Cremlino di Rostov

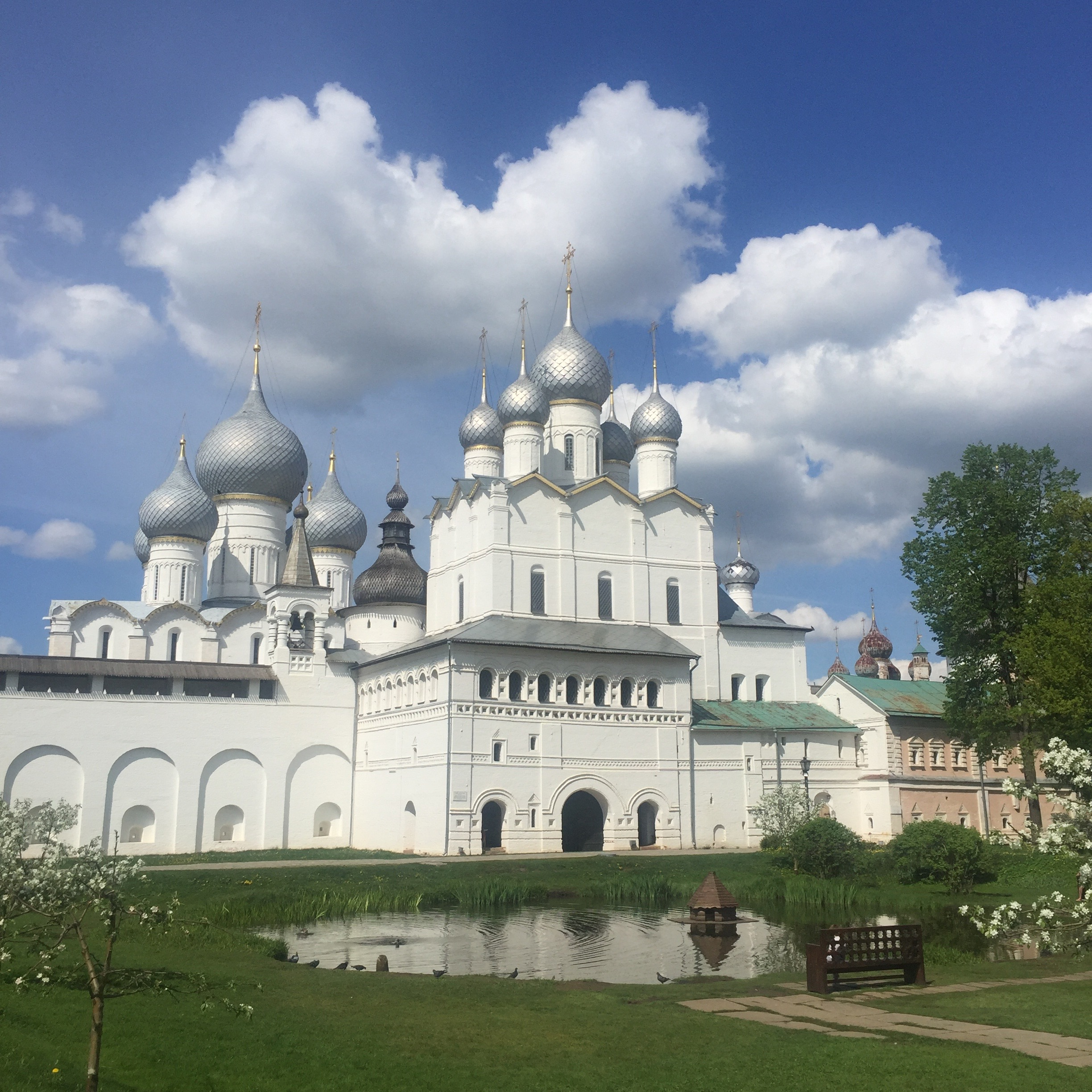
Cremlino di Rostov (2019)

Il Cremlino di Rostov (in russo Ростовский кремль?, Rostovskij kremlʾ) è un cremlino, cioè una cittadella fortificata situata a Rostov Velikij. L'insieme è patrimonio culturale della Federazione Russa.
Questa costruzione è stata nel passato la residenza del Metropolita, ed è stato costruito nel XII sec. sulle sponde del lago Nero.
È costruito come residenza del Metropolita e non è stato progettato per la difesa, in modo che le mura del Cremlino hanno carattere decorativo.
La costruzione impressiona il visitatore con le sue mura di pietra bianca, con le sue undici torri, da cui emergono le cupole della cattedrale della Dormizione. All'interno, dopo le Porte Sante, si accede al Cortile del Metropolita, in cui si combinano vari edifici risalenti alla seconda metà del XVII sec.: palazzi trasformati in musei e chiese riccamente ornate di affreschi.

## Storia
Il Cremlino di Rostov è stato costruito per il metropolita Iona Sysoevič, negli anni 1670-1683. Presumibilmente l'architetto fu il maestro Pëtr Dosaev.
La residenza del metropolita fu costruita in forma del Cremlino, ma all'epoca della costruzione le esigenze di un Cremlino erano già passate. Le mura del Cremlino di Rostov avevano una funzione più decorativa che difensiva.
Dopo che il metropolita fu trasferito da Rostov a Jaroslavl', il Cremlino di Rostov perse la sua importanza e gradualmente decadde. Nelle chiese del Cremlino non venivano più celebrati i culti e i vescovi erano disposti a vendere il Cremlino per demolirlo. Tuttavia, grazie agli illuminati mercanti di Rostov verso la metà del XIX secolo la cittadella fu restaurata. Su iniziativa di A. A. Titov e di I.A. Šljakov nell'ottobre 1883 nel Palazzo bianco fu aperto un museo di Rostov per le antichità ecclesiastiche, che dal 1907 fu finanziato dallo Stato.
All'inizio degli anni 1970 nel Cremlino di Rostov sono stati girati alcuni episodi del film Ivan Vasil'evič menjaet professiju.